# Pachyanthidium africanum
Pachyanthidium africanum är en biart som först beskrevs av Smith 1854.  Pachyanthidium africanum ingår i släktet Pachyanthidium och familjen buksamlarbin. Inga underarter finns listade i Catalogue of Life.